# Place du Louvre
La Place du Louvre es una plaza situada en el Distrito I de París, Francia, en el barrio de Saint-Germain-l'Auxerrois.

## Historia
Es en este lugar donde se encontraba el campamento de los vikingos que intentaron tomar París en 885. Posteriormente, con la construcción del Palacio del Louvre y el desarrollo de la ciudad, esta zona fue urbanizada con hermosos hôtels particuliers como el Hôtel du Petit-Bourbon. La plaza fue despejada totalmente para la construcción de la columnata del Louvre y con las obras haussmannianas. La parte de la plaza situada delante de la columnata del Louvre se llamó Place d'Iéna de 1806 a 1814, en recuerdo a la batalla de Jena, que tuvo lugar el 14 de octubre de 1806 (no confundir con la actual Place d'Iéna). En 1900, se llamaba Place Saint-Germain l'Auxerrois.
|                                         |
| La Place du Louvre en creación en 1858. |

|                                       |
| La Place du Louvre entre 1858 y 1870. |

|                                             |
| La Place Saint-Germain l'Auxerrois en 1900. |

## Edificios de interés

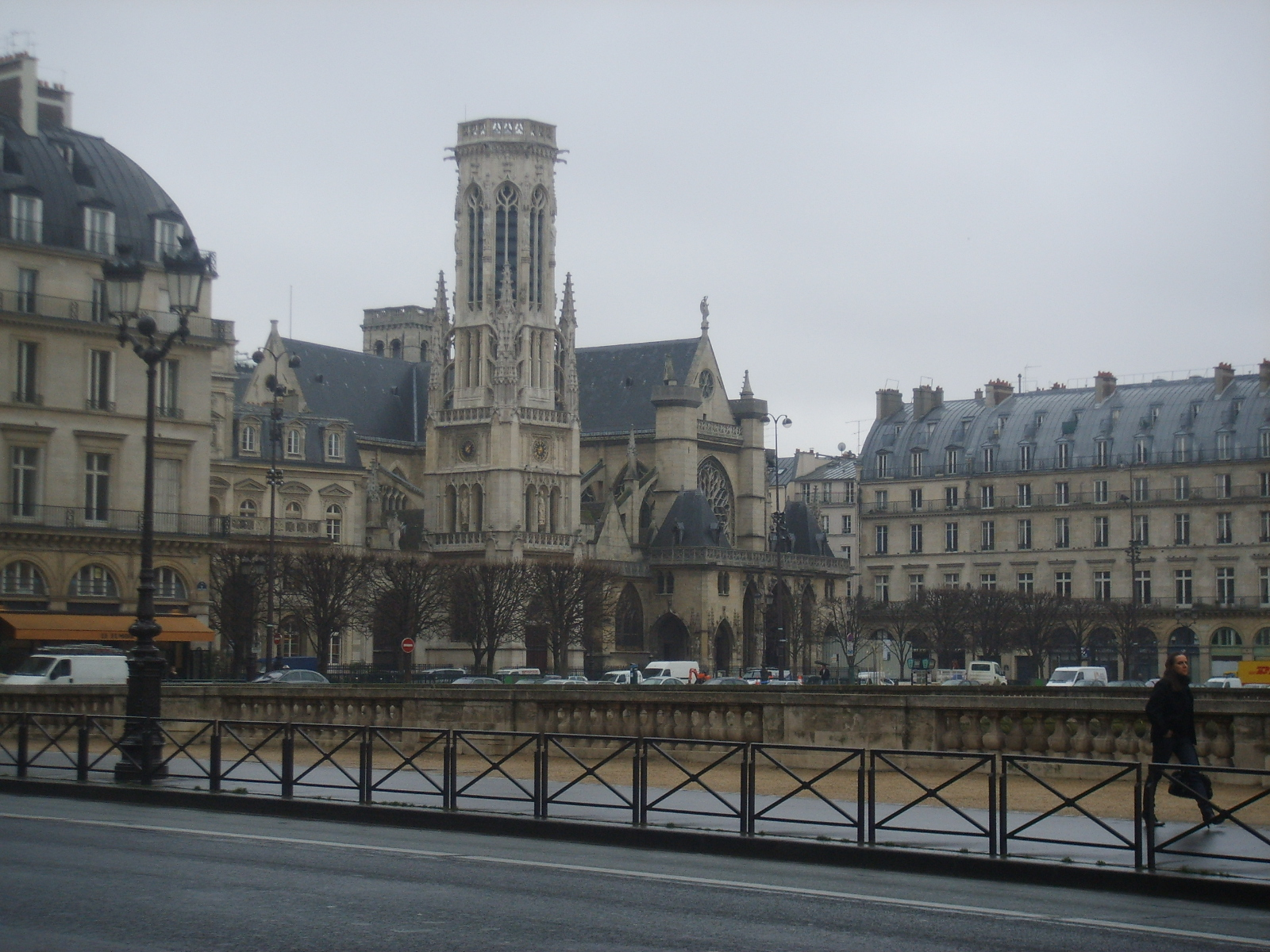
Otra vista de la plaza.

- El lado este de la plaza está ocupado por la Iglesia de Saint-Germain-l'Auxerrois y el Ayuntamiento del Distrito I.
- Frente a la plaza estaba la columnata del Louvre del arquitecto Perrault, que está separada de esta por la Rue de l'Amiral-de-Coligny.
- En el número 4 estuvo la sede central de la sucursal paramilitar del Mouvement Résistance de enero a noviembre de 1943.

## Transporte
La Place du Louvre está servida por la estación Louvre - Rivoli de la línea 1 del Metro de París, así como por las líneas de autobús RATP 21, 67, 74, 76, 81, 85 y Bb.